# Williams FW44
La Williams FW44 è una monoposto di Formula 1 realizzata dalla Williams Racing, per gareggiare nel campionato mondiale di Formula 1 2022. 
La vettura è stata presentata il 15 febbraio 2022.

## Livrea
La livrea della FW44 adotta uno schema completamente diverso rispetto all'antecedente FW43B. Il colore predominante è il blu, del quale si alternano tonalità più scure e altre più chiare, le quali ricoprono grossomodo un'area simile. Il blu più scuro lo si trova sulle fiancate, sull'Halo, sull'airscope, sulla zona del muso vicina all'abitacolo, sulle ali anteriore e posteriore e sulla pinna. La tonalità più chiara, invece, ricopre gran parte del cofano motore — laddove è presente uno schema decorativo a losanghe composto da diverse gradazioni di azzurro — e sull'estremità del muso. Sulla vettura sono presenti anche alcuni dettagli celesti, come tra il cofano e la pinna, le strisce ai lati del muso o la parte interna delle paratie dell'ala posteriore, rossi, come sulla pinna, sulle pance, sull'ala posteriore o come la zona circostante l'apertura dell'airscope, e infine rosso-celesti, come la fascia sul main plane dell'ala anteriore, la "V" sul muso a dividere i due toni di blu e la fascia sulla fiancata dietro le ruote posteriori.
La FW44 è la prima monoposto dalla FW17 del 1995 che non reca l'adesivo in onore di Ayrton Senna.
Dal primo Gran Premio della stagione viene tolta la vernice dall’ala anteriore, mentre dal Gran Premio dell'Emilia-Romagna debutta una seconda versione della livrea, spogliata della vernice in alcune sezioni quali l’ala posteriore e parte del muso e del cofano motore, lasciando il semplice carbonio a vista, onde cercare un risparmio nel peso complessivo della FW44.
Per i Gran Premi corsi su suolo nordamericano (Miami, Canada e Stati Uniti d'America) viene utilizzata un'ulteriore versione della livrea, la quale varia rispetto a quella usuale per l'adozione del colore rame al posto del rosso sull'ala posteriore e sull'airscope. In questa zona in particolare, data la somiglianza tra la forma della presa d'aria e quella di una batteria stilo, è stata imitata nella colorazione una pila della Duracell, sponsor della Williams.

## Caratteristiche

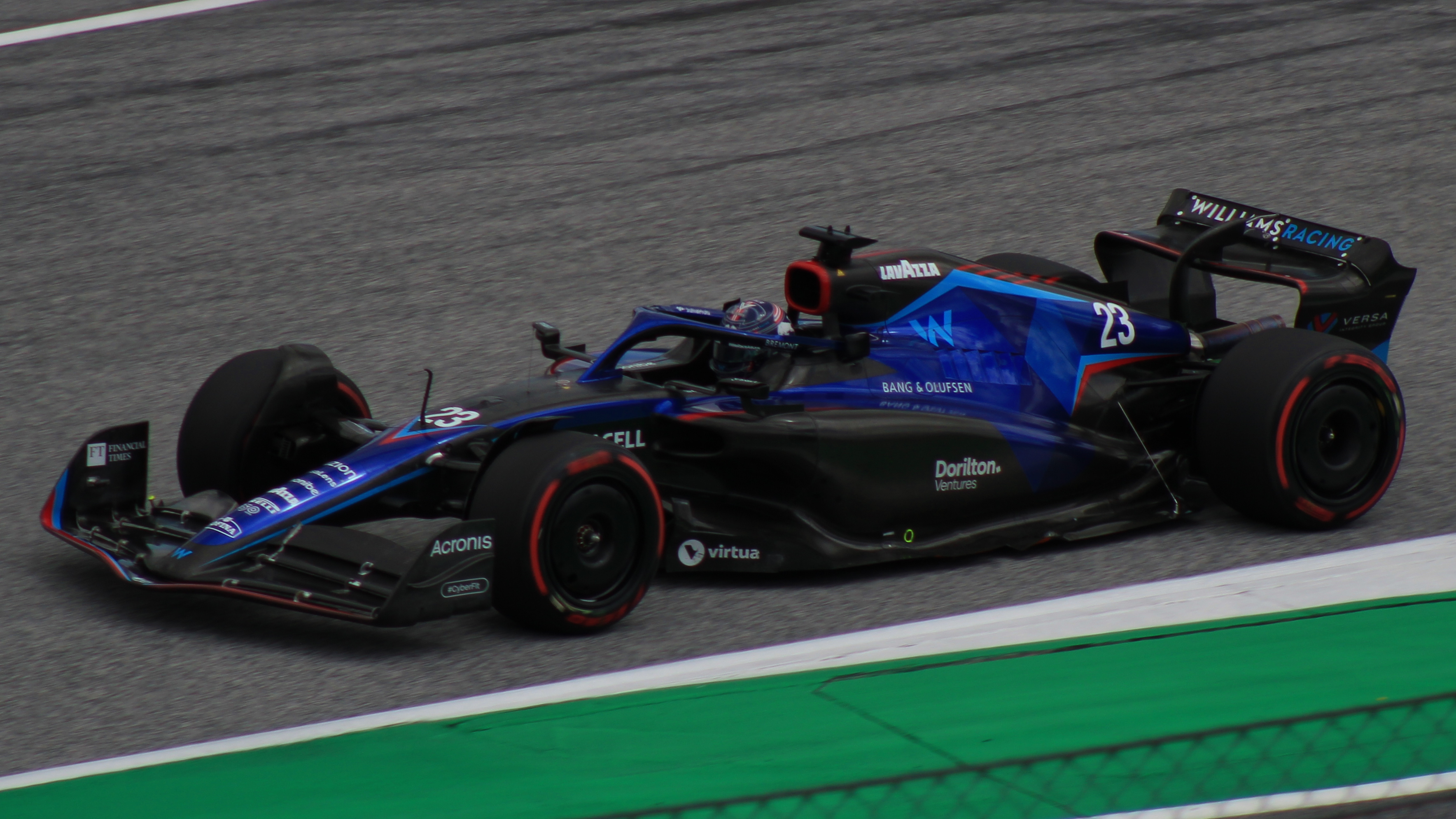
La FW44 di Albon a Spielberg, con gli aggiornamenti introdotti in precedenza a Silverstone

La FW44 è la prima vettura della scuderia inglese che segue il nuovo corso regolamentare introdotto nel 2022 e per questo nasce da un progetto del tutto inedito. Il regolamento permette di progettare, dopo l'abolizione avvenuta nel 1983, un fondo curvo che permette di sfruttare l'effetto suolo. In tutta la zona dove fino all'annata precedente erano presenti i bardgeboards, adesso ci sono delle prese d'aria atte a portare aria al fondo vettura. Anche le ali vengono semplificate per regolamento e devono essere composte da un'unica superficie che unisce i flap orizzontali e gli endplate. L'ala anteriore è formata da 4 elementi. Il muso, di forma arrotondata si attacca al secondo elemento, mentre il primo elemento è sospeso e centralmente si abbassa formando un cucchiaio. Gli altri elementi invece si attaccano lateralmente al muso come previsto da regolamento. L'airscope ha una forma quadrata ed è diviso orizzontalmente in due sezioni. Le prese d'aria laterali hanno una forma a triangolo, sono grandi e sono divise a metà dalla barra anti intrusione, mentre le pance scendono rapidamente verso il fondo vettura e si stringono molto verso la coda. Il cofano motore è stretto e non è dotato di pinna. La scatola del cambio è realizzata in alluminio anziché in carbonio, venendo fornita dalla Mercedes, mentre la sospensione posteriore viene realizzata autonomamente dalla Williams. La FW44 inoltre monta i cerchi da 18 pollici previsti dal regolamento, dotati di copricerchi.

## Scheda tecnica
|                                                                       |                                                                                                |                                                                                                |                                                                                                  |                                                                                                  |                                                                                                  |
| Configurazione                                                        |                                                                                                |                                                                                                |                                                                                                  |                                                                                                  |                                                                                                  |
| Carrozzeria: monoposto                                                | Carrozzeria: monoposto                                                                         | Posizione motore: centrale                                                                     | Posizione motore: centrale                                                                       | Trazione: posteriore                                                                             | Trazione: posteriore                                                                             |
| Dimensioni e pesi                                                     |                                                                                                |                                                                                                |                                                                                                  |                                                                                                  |                                                                                                  |
| Posti totali: 1                                                       | Posti totali: 1                                                                                | Bagagliaio: assente                                                                            | Bagagliaio: assente                                                                              | Serbatoio: 110 kg                                                                                | Serbatoio: 110 kg                                                                                |
| Meccanica                                                             |                                                                                                |                                                                                                |                                                                                                  |                                                                                                  |                                                                                                  |
| Tipo motore: Mercedes AMG F1 M13 E Performance, V6 con bancate di 90° | Tipo motore: Mercedes AMG F1 M13 E Performance, V6 con bancate di 90°                          | Tipo motore: Mercedes AMG F1 M13 E Performance, V6 con bancate di 90°                          | Cilindrata: 1600 cm³                                                                             | Cilindrata: 1600 cm³                                                                             | Cilindrata: 1600 cm³                                                                             |
| Distribuzione: bilabero a 24 valvole con punterie pneumatiche         | Distribuzione: bilabero a 24 valvole con punterie pneumatiche                                  | Distribuzione: bilabero a 24 valvole con punterie pneumatiche                                  | Alimentazione: 500 bar-diretta (1 iniettore per cilindro)                                        | Alimentazione: 500 bar-diretta (1 iniettore per cilindro)                                        | Alimentazione: 500 bar-diretta (1 iniettore per cilindro)                                        |
| Prestazioni motore                                                    | Potenza: 1000 CV                                                                               | Potenza: 1000 CV                                                                               | Potenza: 1000 CV                                                                                 | Potenza: 1000 CV                                                                                 | Potenza: 1000 CV                                                                                 |
| Accensione: elettronica                                               | Accensione: elettronica                                                                        | Accensione: elettronica                                                                        | Impianto elettrico:                                                                              | Impianto elettrico:                                                                              | Impianto elettrico:                                                                              |
| Frizione: doppia multidisco ad azionamento elettrico idraulico        | Frizione: doppia multidisco ad azionamento elettrico idraulico                                 | Frizione: doppia multidisco ad azionamento elettrico idraulico                                 | Cambio: longitudinale, 8 marce + retromarcia, con comando semiautomatico elettronico sequenziale | Cambio: longitudinale, 8 marce + retromarcia, con comando semiautomatico elettronico sequenziale | Cambio: longitudinale, 8 marce + retromarcia, con comando semiautomatico elettronico sequenziale |
| Telaio                                                                |                                                                                                |                                                                                                |                                                                                                  |                                                                                                  |                                                                                                  |
| Corpo vettura                                                         | in materiale composito a nido d'ape con fibra di carbonio                                      | in materiale composito a nido d'ape con fibra di carbonio                                      | in materiale composito a nido d'ape con fibra di carbonio                                        | in materiale composito a nido d'ape con fibra di carbonio                                        | in materiale composito a nido d'ape con fibra di carbonio                                        |
| Sospensioni                                                           | anteriori: push-rod / posteriori: pull-rod                                                     | anteriori: push-rod / posteriori: pull-rod                                                     | anteriori: push-rod / posteriori: pull-rod                                                       | anteriori: push-rod / posteriori: pull-rod                                                       | anteriori: push-rod / posteriori: pull-rod                                                       |
| Freni                                                                 | anteriori: Freni a disco Brembo autoventilati / posteriori: Freni a disco Brembo autoventilati | anteriori: Freni a disco Brembo autoventilati / posteriori: Freni a disco Brembo autoventilati | anteriori: Freni a disco Brembo autoventilati / posteriori: Freni a disco Brembo autoventilati   | anteriori: Freni a disco Brembo autoventilati / posteriori: Freni a disco Brembo autoventilati   | anteriori: Freni a disco Brembo autoventilati / posteriori: Freni a disco Brembo autoventilati   |
| Pneumatici                                                            | Pirelli / Cerchi: BBS da 18 in                                                                 | Pirelli / Cerchi: BBS da 18 in                                                                 | Pirelli / Cerchi: BBS da 18 in                                                                   | Pirelli / Cerchi: BBS da 18 in                                                                   | Pirelli / Cerchi: BBS da 18 in                                                                   |
| Altro                                                                 |                                                                                                |                                                                                                |                                                                                                  |                                                                                                  |                                                                                                  |
| Energia batteria (a giro) 4 MJ                                        | Sistema ERS                                                                                    | Sistema ERS                                                                                    | Sistema ERS                                                                                      | Sistema ERS                                                                                      | Sistema ERS                                                                                      |
| Potenza MGU-K: 120 kW                                                 | Giri max MGU-K: 50 000 giri/min Giri max MGU-H: 125 000 giri/min                               | Giri max MGU-K: 50 000 giri/min Giri max MGU-H: 125 000 giri/min                               | Giri max MGU-K: 50 000 giri/min Giri max MGU-H: 125 000 giri/min                                 | Giri max MGU-K: 50 000 giri/min Giri max MGU-H: 125 000 giri/min                                 | Giri max MGU-K: 50 000 giri/min Giri max MGU-H: 125 000 giri/min                                 |
| Fonte dei dati: Williams Racing Mercedes                              |                                                                                                |                                                                                                |                                                                                                  |                                                                                                  |                                                                                                  |

## Carriera agonistica

### Stagione
La stagione si conferma difficile, con un ulteriore calo di prestazioni rispetto all'anno precedente, e la vettura si dimostra raramente in grado di competere per la zona punti. Tutti e tre i piloti che si cimentano al volante della vettura, comunque, riescono ad ottenere almeno un piazzamento a punti nel corso della stagione. Il team di Grove si piazza al termine della stagione all'ultimo posto con appena 8 punti totalizzati.

## Piloti
| Piloti ufficiali       | Piloti ufficiali | Piloti ufficiali |
| Nazione                | Nome             | Numero           |
| ---------------------- | ---------------- | ---------------- |
| Thailandia (bandiera)  | Alexander Albon  | 23               |
| Paesi Bassi (bandiera) | Nyck de Vries    | 45               |
| Canada (bandiera)      | Nicholas Latifi  | 6                |
| Piloti di riserva      |                  |                  |
| Nazione                | Nome             | Numero           |
| Regno Unito (bandiera) | Jack Aitken      | 89               |
| Israele (bandiera)     | Roy Nissany      | Roy Nissany      |
| Stati Uniti (bandiera) | Logan Sargeant   | 45               |
| Paesi Bassi (bandiera) | Nyck de Vries    | 45               |

## Risultati in Formula 1
| Anno | Team     | Motore   | Gomme | Piloti   |    |     |    |    |    |    |     |    |    |     |     |     |    |    |    |    |     |     |    |    |    |     | Punti | Pos. |
| ---- | -------- | -------- | ----- | -------- | -- | --- | -- | -- | -- | -- | --- | -- | -- | --- | --- | --- | -- | -- | -- | -- | --- | --- | -- | -- | -- | --- | ----- | ---- |
| 2022 | Williams | Mercedes | P     | Albon    | 13 | 14* | 10 | 11 | 9  | 18 | Rit | 12 | 13 | Rit | 12  | 13  | 17 | 10 | 12 | SP | Rit | Rit | 13 | 12 | 15 | 13  | 8     | 10º  |
| 2022 | Williams | Mercedes | P     | De Vries |    |     |    |    |    | SP |     |    |    |     |     |     |    |    |    | 9  |     |     |    |    |    |     | 8     | 10º  |
| 2022 | Williams | Mercedes | P     | Latifi   | 16 | Rit | 16 | 16 | 14 | 16 | 15  | 15 | 16 | 12  | Rit | Rit | 18 | 18 | 18 | 15 | Rit | 9   | 17 | 18 | 16 | 19* | 8     | 10º  |

| Legenda | 1º posto     | 2º posto | 3º posto    | A punti         | Senza punti/Non class.  | Grassetto – Pole position Corsivo – Giro più veloce Apice – Risultato Sprint (A punti) |
| Legenda | Squalificato | Ritirato | Non partito | Non qualificato | Solo prove/Terzo pilota | Grassetto – Pole position Corsivo – Giro più veloce Apice – Risultato Sprint (A punti) |

* – Indica il pilota ritirato ma ugualmente classificato avendo coperto, come previsto dal regolamento, almeno il 90% della distanza di gara.